# 홍도표
홍도표(1973년 7월 24일~)는 대한민국의 전직 축구 선수이다. 현역 시절 포지션은 미드필더였다.